# Девелопмент нерухомості
Деве́лопмент нерухомості, часто скорочується до деве́лопмент (від англ. development — «вдосконалення, розвиток») — підприємницька діяльність, спрямована на створення або покращення, вдосконалення об'єкта нерухомості (будівлі, земельної ділянки) для збільшення його вартості та подальшого продажу або оренди.
- Деве́лопер — підприємець, що ініціює та виконує повний цикл робіт, включно з фінансуванням робіт по проєкту, та реалізацію створеного (покращеного) об'єкта. Девелопер — не просто інвестор, що здійснює інвестиції в будівництво з метою отримання прибутку від продажу або здачі в оренду конкретного об'єкта. Він організовує проєктування об'єкта, викуп землі, отримання ліцензії під будівництво, підшукує будівельну фірму, а згодом і брокера для продажу.

## Різновиди девелопменту
Девелопмент можна розділити на чотири види залежно від типу об'єктів:
- Девелопмент житлової нерухомості
- Девелопмент комерційної нерухомості
- Девелопмент заміської нерухомості
- Ленд-девелопмент (девелопмент земельних ділянок)

- Девелопмент житлової нерухомості досить ризикований але дохідний бізнес. Головною відмінністю від будівництва є те, що девелопери не тільки будують, але і займаються пошуком та придбанням земельної ділянки, визначають маркетингову політику об'єкта, розробляють будівельний план і дизайн-проєкт, отримують всю необхідну документацію, фінансують угоди, займаються будівництвом, контролюють і керують усім процесом від початку до кінця.

- Девелопмент комерційної нерухомості останнім часом набирає швидких обертів. В країні з'являється велика кількість торгових центрів. Ринок ритейлу росте в середньому на 15–20 % за рік. Такі темпи росту не можливі без якісної складової. Тому такий напрямок діяльності як девелопмент торговельної нерухомості стає все більш популярним.

- Девелопмент заміської нерухомості став популярним в кінці 90-х років. Власники великих земельних ділянок зрозуміли, що продати такі великі площі землі та знайти покупців складно. Більш прибутковим виявилось розділяти землі на маленькі ділянки, підводити всі необхідні комунікації та будувати затишні будинки. Прибуток від реалізації таких проєктів досягає 100 %.

- Девеломпент земельних ділянок — перетворення звичайної (природної) ділянки землі в придатну для житлової, комерційної або промислової забудови. Існує декілька способів переводу земельних ділянок:
- зміна стану землі з природного в придатний для забудови або реалізації сільськогосподарських робіт;
- поділ загальної земельної території на ділянки, придатні для будівництва будинків;
- зміна її призначення.

## Девелопмент в Україні
Нині в Україні зареєстровано близько 400 девелоперських компаній. Через економічну кризу 2008 року індекс будівельних робіт упав майже на 50 %, а в 2014 під впливом драматичних суспільно-політичних подій, активних військових дій, глибокої девальвації національної валюти, стагнації економіки, падіння ВВП, зростання рівня інфляції та державного боргу, скорочення доходів і купівельної спроможності населення зниження майже досягнуло 7 %. Усе це змусило багатьох українських девелоперів відтермінувати здачу, а то й зовсім заморозити будівництво нових об'єктів.[джерело?]
2020 року в Києві налічувалося 264 девелопери: частина займалася будівництвом житлових комплексів, а інша — котеджними забудовами.